# Воробьёво (Москва)
Воробьёво — царская резиденция, бывшее село (слобода) на юго-западе современной Москвы, на Воробьёвых горах.
Владельческое село Воробьёво выросло на месте древнего поселения — городища дьяковской культуры, которое, как показали археологические раскопки XIX века, существовало здесь уже в I тысячелетии до нашей эры, со временем превратившись в боярскую хозяйственную усадьбу (см. здесь).
В этом районе 4 июля 1591 года произошло сражение московской рати под командованием воевод Ф. И. Мстиславского и Н. Р. Трубецкого с войском крымского хана Казы-Гирея.

## История

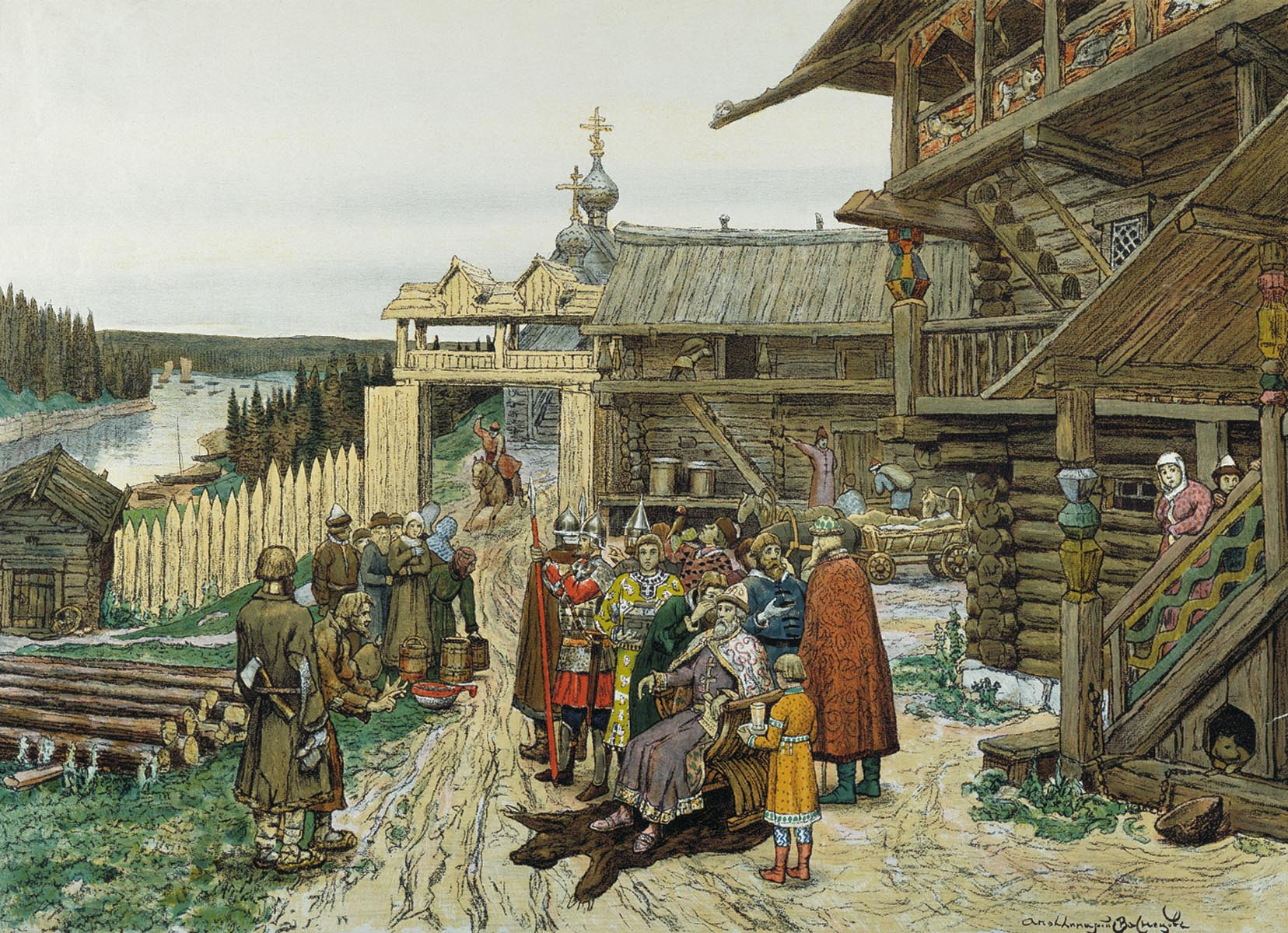
А. М. Васнецов. Двор удельного князя. 1908

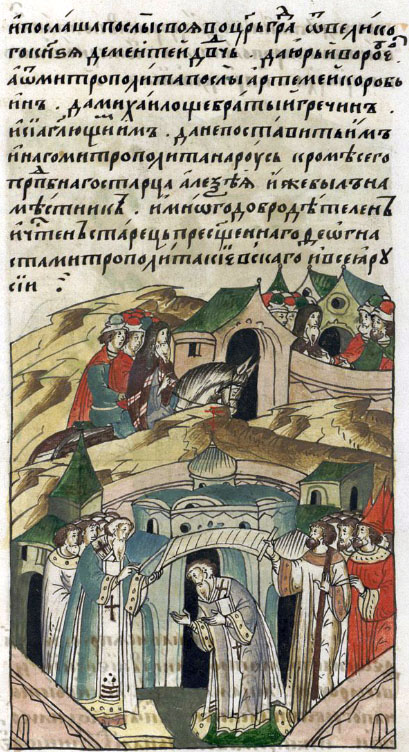
Лицевой летописный свод. Отбытие русских послов, в том числе боярина Юрия Воробьёва, в Царьград в 1352 году

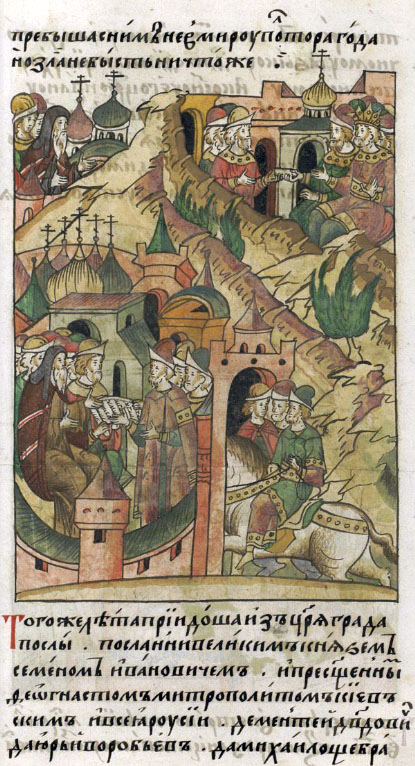
Лицевой летописный свод. Возвращение русских послов, в том числе боярина Юрия Воробьёва, из Царьграда в Москву в 1353 году

История села Воробьёва уходит в начало XIV века. Названо так по имени его первоначальных владельцев бояр Воробьёвых.
Располагавшееся тогда на вершине холма село было куплено великой княгиней Софьей Витовтовной у потомков московского боярина Юрия Воробьёва, который в 1352 году был отправлен великим князем Симеоном Гордым в Царьград для утверждения на московскую митрополичью кафедру святителя Алексия, и подарено согласно её завещанию любимому внуку князю дмитровскому Юрию Васильевичу в 1453 году.

После покупки село превращается в великокняжескую резиденцию, здесь перестраивается древняя деревянная церковь, строится деревянный дворец. В усадьбу, огороженную высокими заборами, вели большие пёстро расписанные ворота. Сами хоромы представляли собой обширную постройку, крытую тёсом, с многочисленными башенками; переходы окружали перила из точёных балясин, многочисленные окна имели стеклянные и слюдяные оконницы, вставленные в резные косяки. Внутри здания находились изразцовые печи, на стенах, обитых красным сукном, «в рамах золочёных и лазоревых» висели картины, образа, «писаны живописным письмом». Рядом была выстроена церковь, обставленная с исключительной роскошью. Вокруг хором теснились хозяйственные службы: бани, ледники, погреба, житницы, скотный и конюшенный дворы, зеленела берёзовая роща, заменявшая парк; тут же был пруд-садок, в котором держали осетров, стерлядей и другую рыбу. В роще на свободе разгуливали олени, по реке плавали лебеди. При усадьбе имелись пашенные земли, фруктовые сады, сенокосы, мельницы. Всё это хозяйство обслуживали многочисленные дворовые люди из Воробьёвской слободы, получившие от государя различные льготы. Позже в слободе жили московские стрельцы. 
«В лето 7058 года учинил у себя Царь и Великий князь Иван Васильевич выборных стрельцов с пищалей три тысячи человек и велел им жити в Воробьёвской слободе, а головы у них учинил детей боярских; <…> Да и жалования стрельцам велел давати по четыре рубля на год»….

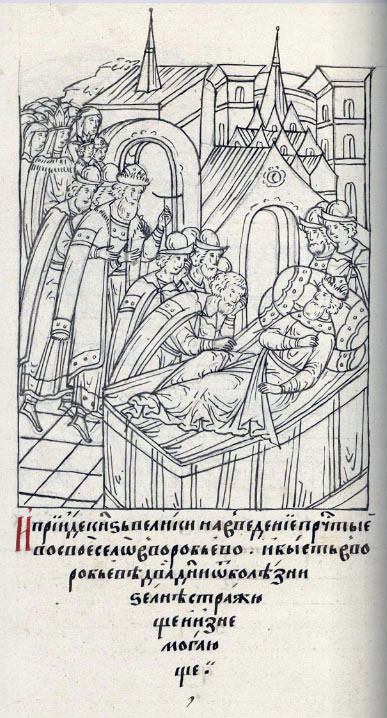
Лицевой летописный свод. Василий III в своём селе Воробьёве за три дня до смерти (1533 год)

В 1521 году при внезапном нападении на Москву войск крымского хана Мехмеда I Герая государь Василий III спрятался в селе Воробьёве в стоге сена, и хотя татары пришли сюда, разграбили дворец и дворцовые погреба, но великого князя (Василия III) они не нашли.
Через двенадцать лет после своего чудесного спасения от внезапного нападения на Москву Махмет-Гирея Василий III возвращался с охоты из-под Волоколамска, где заболел так, что решил остановиться в своём селе Воробьёве. Там он прожил два дня, жестоко страдая. Через два дня он въехал в Кремль через Боровицкие ворота, а на другой день, 3 декабря 1533 года скончался.

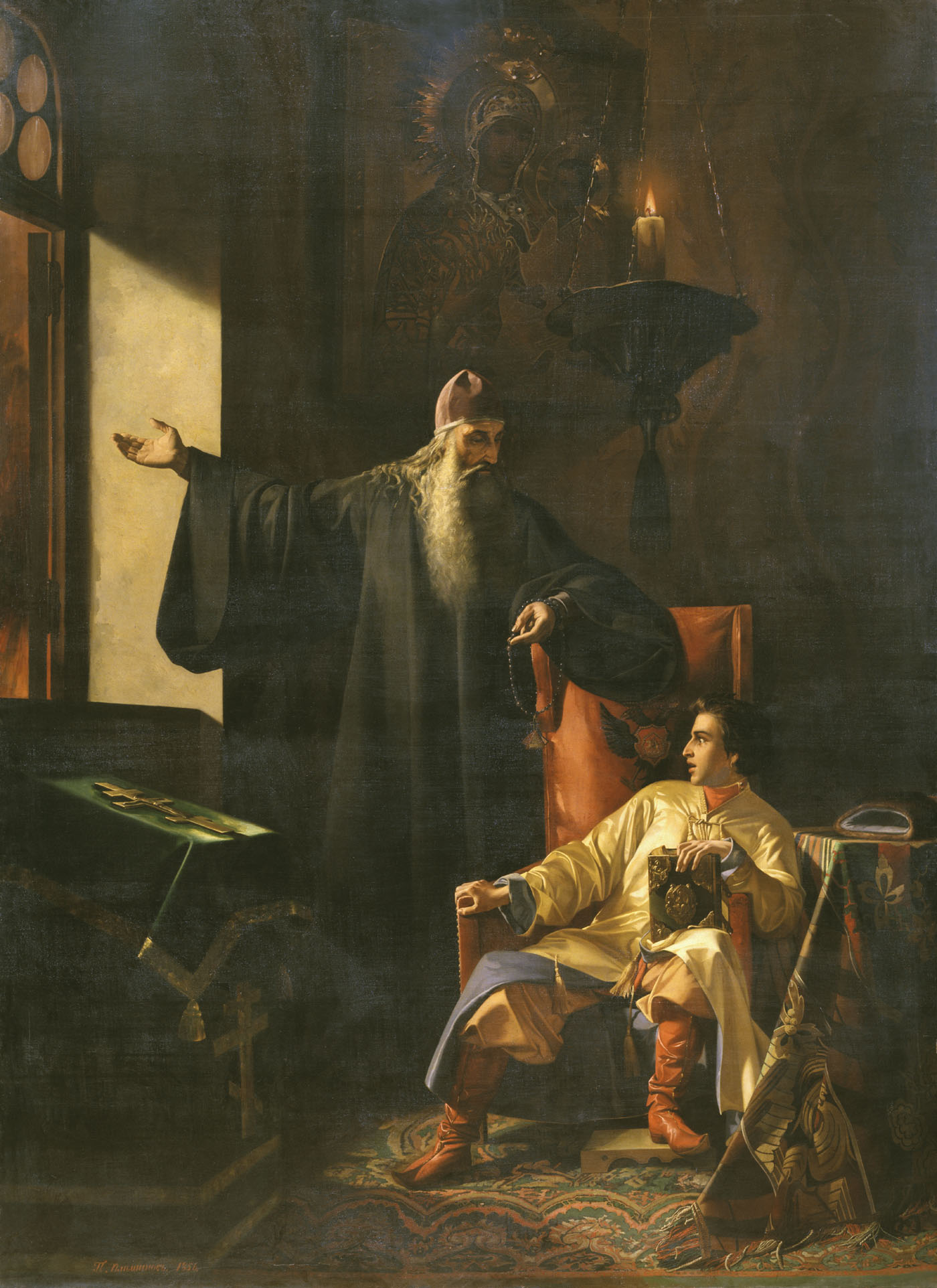
П. Ф. Плешанов. Иван IV и протопоп Сильвестр во время большого московского пожара 1547 года. 1856

Во время пожара Москвы 21 июня 1547 и восстания в загородный дворец Великих князей удалился Иван IV Грозный вместе с домочадцами и боярами. Около церкви Живоначальной Троицы, откуда открывался ужасающий вид на пылавшую Москву, произошла его знаменательная беседа с протопопом Сильвестром, который указал царю, что Всевышний явил к нему Свой гнев, спалив Москву, которая подействовала на царя самым благотворным образом.
Однажды царь Иван IV Грозный во время литургии размышлял о построении нового дворца на Воробьёвых горах. Блаженный Василий стоял в углу и наблюдал за ним. После литургии он сказал царю: «Я видел, где ты истинно был: не в святом храме, а в ином месте». — «Я нигде не был, только в святом храме», — отвечал царь. Но блаженный сказал ему: «Твои слова не истинны, царь. Я видел, как ты ходил мыслью по Воробьёвым горам и строил дворец». С тех пор царь стал ещё больше бояться и чтить святого.
Подолгу проживал в Воробьёвском дворце и Борис Годунов.
Близ села 4 июля 1591 года произошло сражение между московской ратью под командованием воевод Ф. И. Мстиславского и Н. Р. Трубецкого и войском крымского хана Казы-Гирея. Летом 1591 года Казы-Гирей совершил очередной набег на Москву, надеясь захватить её врасплох. Однако москвичи стойко отразили все его атаки и нанесли войскам хана серьёзный урон. Для ободрения защитников города царь Фёдор Иоаннович повелел вынести к ним знаменитую Донскую икону Божией Матери, которая, по преданию, находилась в русском войске ещё во время Куликовской битвы (1380). Убедившись, что Москва надёжно защищена, Казы-Гирей отступил. Это было последнее нашествие войск Крымского ханства, когда им удалось вплотную подойти к стенам Москвы. В честь этой победы в Москве, на месте, где находилась среди защищавших столицу войск Донская икона Божией Матери, вскоре был основан Донской монастырь.
Царь Алексей Михайлович жил на Воробьёвых горах со своей семьёй, Пётр I приказал насадить за дворцом берёзовую рощу. При императрице Екатерине II дворец был разобран, а на его каменный фундамент поставили новый, так называемый Пречистенский деревянный дворец. Первоначально он был построен М. Ф. Казаковым на Волхонке, и лишь затем перенесён на Воробьёвы горы.
Дворец и парк просуществовали до конца XVIII века (сегодня здесь расположен памятник археологии село Воробьёво), но по сей день на вершине крутого склона сохранился храм Живоначальной Троицы на Воробьёвых горах. Построен в 1811—1813 гг. на месте нескольких последовательно сменявших друг друга деревянных церквей, древнейшая из которых появилась здесь ещё в XIV веке, когда село было вотчиной бояр Воробьёвых (см. также здесь). Храм построен в стиле ампир, позднего классицизма.
К 1907 году Воробьёво получило статус московского пригорода численностью чуть более двух тысяч человек, а официально в состав Москвы вошло в 1922 году. Половина населения села состояла из пришлых людей, искавших заработка на окрестных фабриках.
В селе родился и жил Юрий Александрович Скворцов (1929 - 1998) — прыгун с трамплина, четырёхкратный чемпион страны, победитель этапа турнира Четырёх трамплинов 1955-1956 годов в Бишофсхофене.
Недалеко от Воробьёва проходит Воробьёвское шоссе, получившее своё название в XIX веке, ведущее от Калужской заставы через Воробьёвы горы в село Воробьёво. В начале XX века вдоль шоссе строят небольшие одно — двухэтажные дачи, а в 1930 годы — научные институты.
В 1949 году на территории села Воробьёва началось масштабное строительство нового здания МГУ, которое продолжалось до 1953 года. А в 1956 году в связи с переустройством территории около нового здания МГУ село Воробьёво окончательно снесли. Сегодня о нём напоминает лишь храм Живоначальной Троицы на Воробьёвых горах.
В древности в черте села Воробьёва находилось Воробьёво поле, которое также как и Воробьёвы горы, было названо по имени села. Одна из башен основанного великим князем Василием III Новодевичьего монастыря, расположенная около его южных ворот и обращённая к Воробьёвым горам, называлась Воробьёвской (ныне Покровская).

## Царские усадьбы XVII века

### Воробьёвский дворец

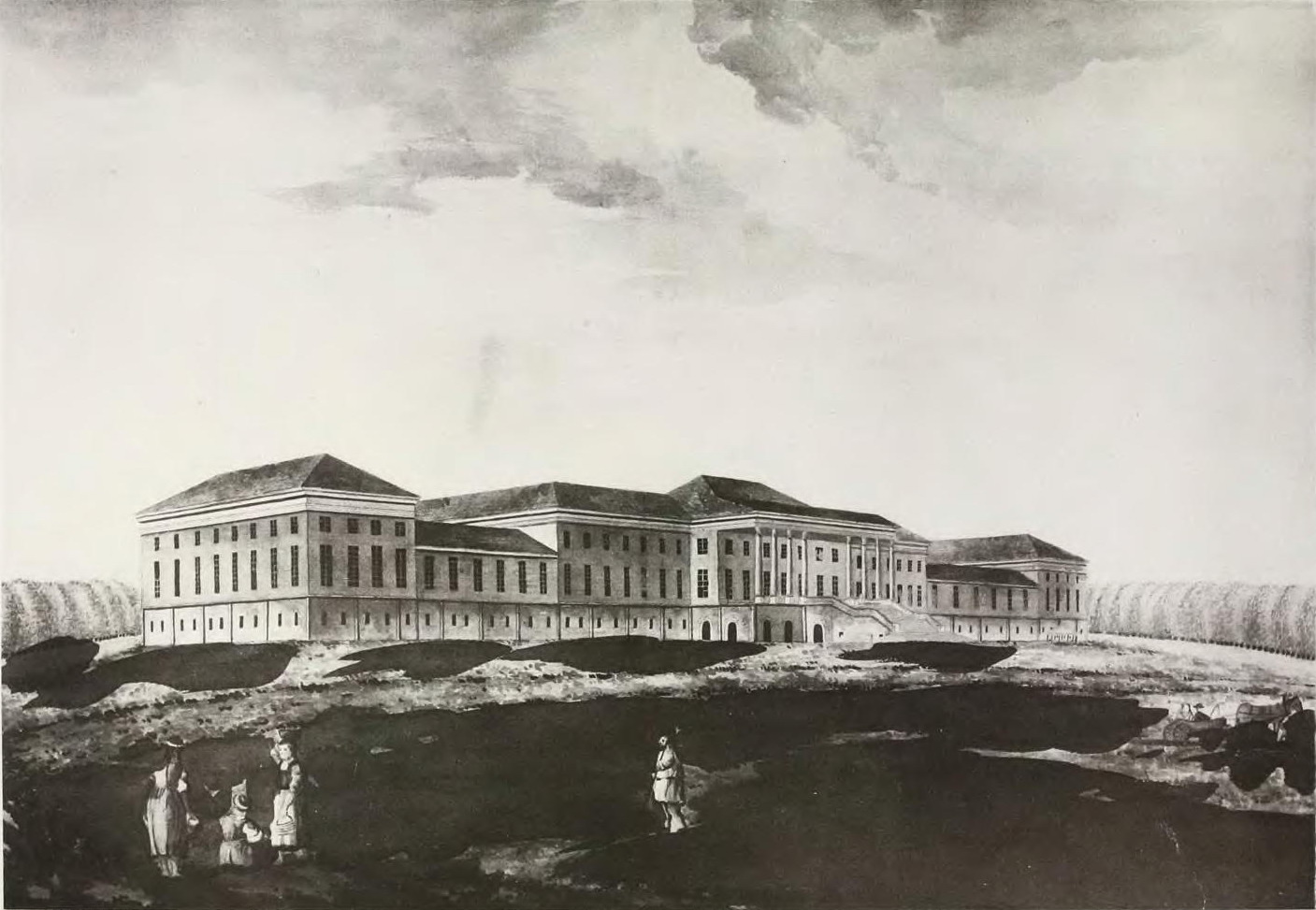
Старый деревянный дворец на Воробьёвых горах. XVIII век

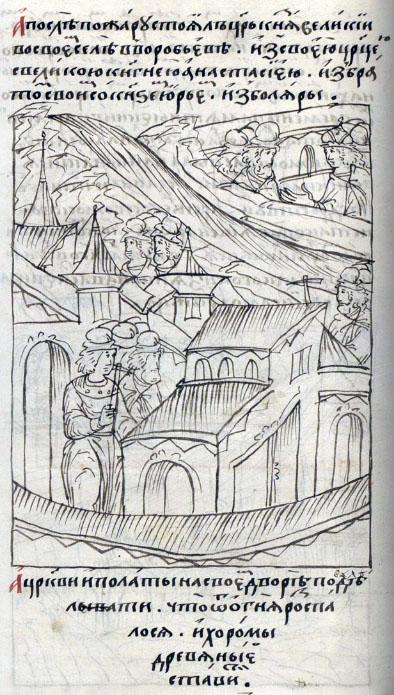
Лицевой летописный свод. Иван IV Грозный с царицей Анастасией, братом Юрием и боярами в Воробьёве после пожара в Москве (1547 год)

Воробьёвский дворец — резиденция великих московских князей, русских царей и российских императоров на Воробьёвых горах в XV—XIX веках.
Историки подмосковных сёл Василий и Гавриил Холмогоровы приводят дату строительства последнего царского дворца на этом месте — при царевне Софье Алексеевне в октябре 1684 года «велено под деревянные хоромы сделать каменные подклеты в длину на 80 сажень без аршина, поперёг на 6 саженей с полусаженью, пятьдесят житей, да под те хоромы проезд». Работы производил каменщик Архипка Данилов «со товарищи».
Строительство дворца велось несколько лет и было завершёно к 1690 году, когда на престоле был уже Пётр I.
В то время в России был очень распространён архитектурный стиль так называемого «московского барокко». Этим же принципам следовал и Воробьёвский дворец. Назначение основных его отделений хорошо известно благодаря исследованиям И. Е. Забелина и многочисленным документам.
Согласно записи о постройке, «велено в с. Воробьёве в 1681 под деревянные хоромы сделать каменные подклеты, в длину на 80 саженях без аршина, поперёг на 6 сажен с полусаженью, пятдесят семь». План нижнего этажа, снятый в 1752 г., дал А. А. Тицу основание заключить: «Каменные подклеты в селе Воробьёве построены с соблюдением законов симметрии и вписаны в геометрически правильную форму плана». Благодаря продуманности облика каждой постройки и согласованности декора в царских усадьбах XVII в. было сильно выражено ансамблевое начало. Так, в селе Воробьёво в 1681 г. было велено царём Фёдором Алексеевичем «на верху чердаков и около тое избушки (новой мыленки. — И. Б.-Д.) сделать с две стороны гульбища и поставить болясы, и по обламам поставить балясы ж, и по всем хоромам и по чердакам поставить болясы ж».
Одновременно с новым царским дворцом была построена деревянная церковь в честь иконы Божией Матери «Живоносный Источник». Около дворца стояла летняя полотняная церковь Воскресения Христова, освящённая 22 июня 1675 года, в дворцовом саду — деревянная Сергия Радонежского.
Весной и летом 1681 года велось строительство «боярских избушек» в подмосковных царских резиденциях для тех, кто неизменно сопровождал царя в походах — в Воробьёве строили дворы стольникам Василию Фокичу и Михаилу Фокичу Грушецким.
В 1732—1735 гг. возведён новый дворец по проекту архитектора И. Ф. Мичурина. По словам Корнелия де Бруина, который отсюда, «с высоты дворца Царского», нарисовал панораму Москвы, «в нижнем жилье этого дворца было 124 покоя, и я полагаю, что столько же было и в верхнем. Он обнесён был деревянною стеною; расположен же на высоте горы против Девичьего монастыря, по другую сторону Москвы реки в 3 вёрстах на запад от столицы».
Историк М. П. Погодин рассказывал, что он в молодости, то есть в начале XIX в., ещё видел «остатки дворца Иоанна Грозного». В. Л. Снегирёв в книге о Витберге писал «Здесь некогда, в XVI веке, отец Ивана Грозного, Василий Иванович, построил деревянный дворец на белокаменном фундаменте. Пётр Великий приказал посадить за дворцом берёзовую рощу. С течением времени это место было заброшено; во второй половине XVIII столетия деревянные хоромы пришли в совершенную негодность, их разобрали. Сохранились развалины старого фундамента».
Окончательно дворец был уничтожен московским пожаром 1812 года, после которого по воспоминаниям Ф. Ф. Вигеля был отчасти разобран даже фундамент.

### Мамонова дача

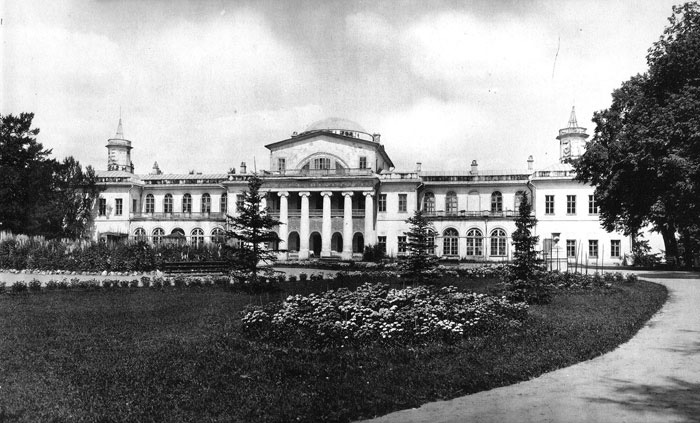
Мамонова дача в 1913 году

Усадьба Дмитриева-Мамонова, бывшее сельцо Васильевское, размещалась на Воробьёвых горах по соседству с Воробьёвским дворцом и Андреевским монастырём.
Васильевское — крупная подмосковная усадьба, принадлежавшая последовательно князьям В. М. Долгорукову-Крымскому, Н. Б. Юсупову и графу М. А. Дмитриеву-Мамонову, по фамилии которого стала называться Мамоновой дачей.
Усадьба славилась своими фруктовыми садами и оранжереями, откуда на стол москвичей поступали «красные, белые и зелёные арбузы, разных родов лучшего вкусу дыни и канталупы, также и другие многие редкие плоды».
Свой нынешний ампирный облик господский дом приобрёл в 1820-е годы при князе Н. Б. Юсупове, знаменитом богаче и меценате. Над центральным объёмом тогда был надстроен купольный зал для балов и приёмов, а над боковыми объёмами — бельведеры в виде башенок.
Усадьба состоит из трёх частей: парадный двор, открытый перед главным домом, регулярный парк, примыкающий с востока к парадному двору, и сад с хозяйственными постройками, граничащий с парадным двором с запада.
В советское время Мамонова дача была отдана под Центральный музей народоведения. Уникальная экспозиция жилищ народов России помещалась прямо в парке, под открытым небом.
После войны музей был закрыт, его экспозиция переехала в Ленинград. Главное здание поступило в распоряжение института химической физики, который возглавлял нобелевский лауреат Н. Н. Семёнов (в северном крыле музей-квартира учёного). Верхний усадебный парк занял своими постройками Институт физических проблем; здесь же находится музей-квартира Петра Капицы, долгие годы возглавлявшего это учреждение.
Для посещения открыта только нижняя часть парка. В верхнем парке, помимо строений Российской академии наук, находились дома партийной номенклатуры, где проживали, среди прочих, А. Н. Косыгин и М. С. Горбачёв.

## Фотографии села Воробьёва

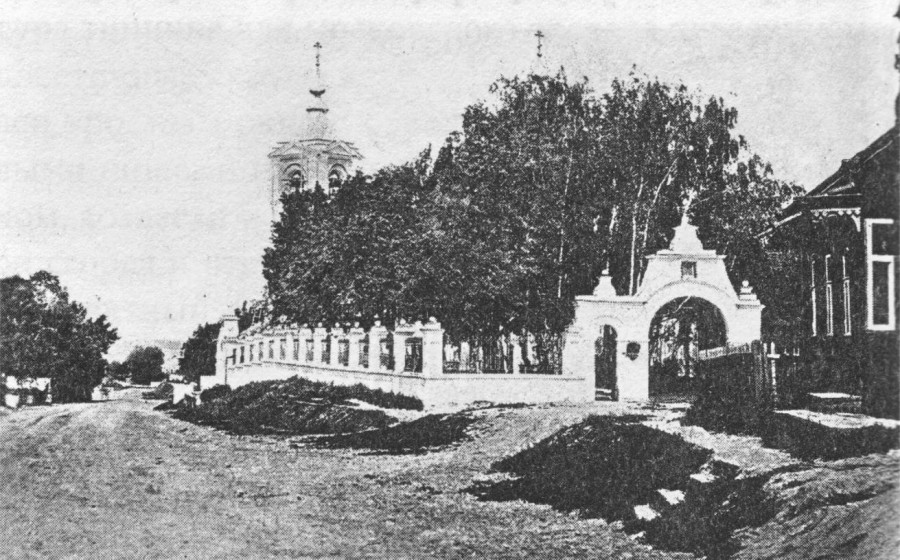
Село Воробьёво и храм Троицы в Воробьях
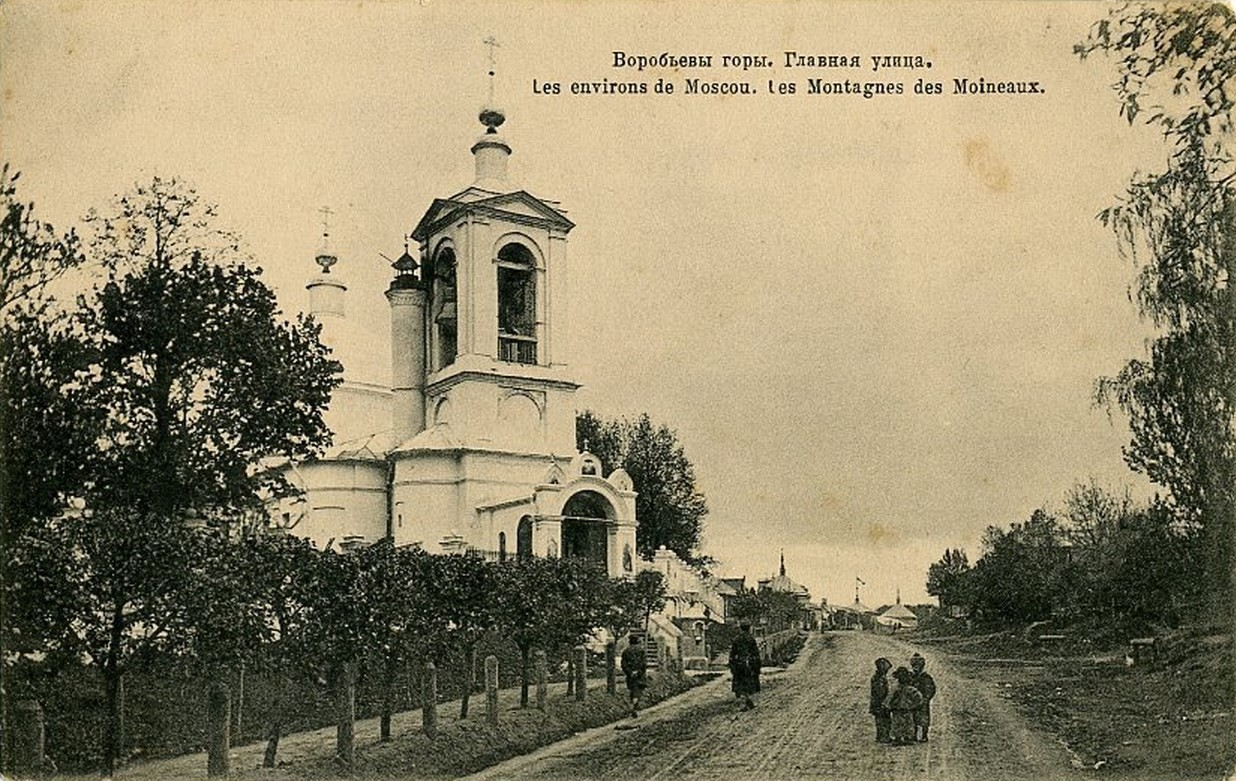
Главная улица и Троицкая церковь
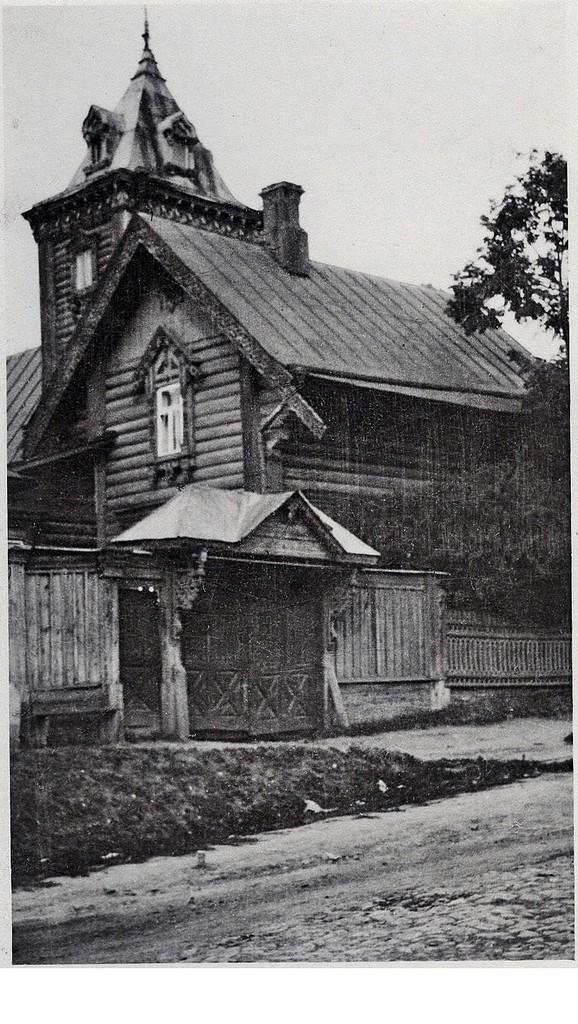
Село Воробьёво
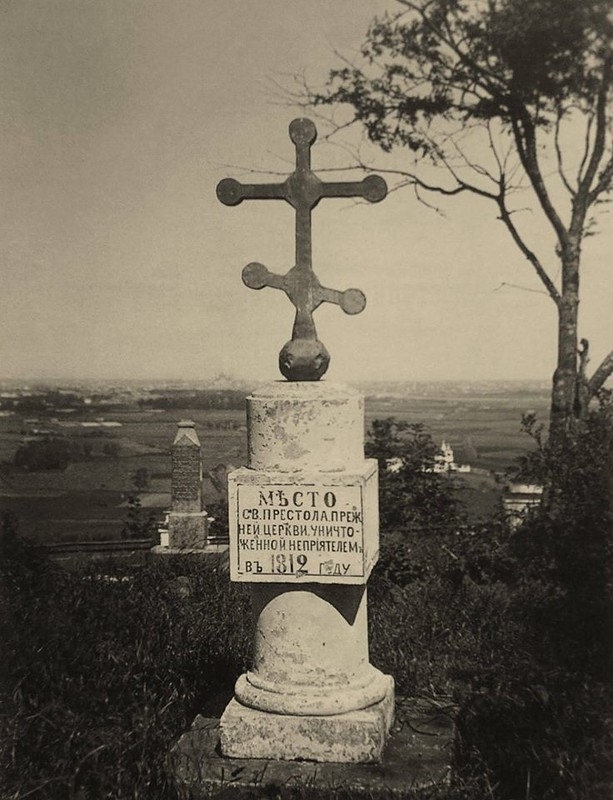
Место Св. Престола церкви в Воробьёве, уничтоженной неприятелем в 1812 году
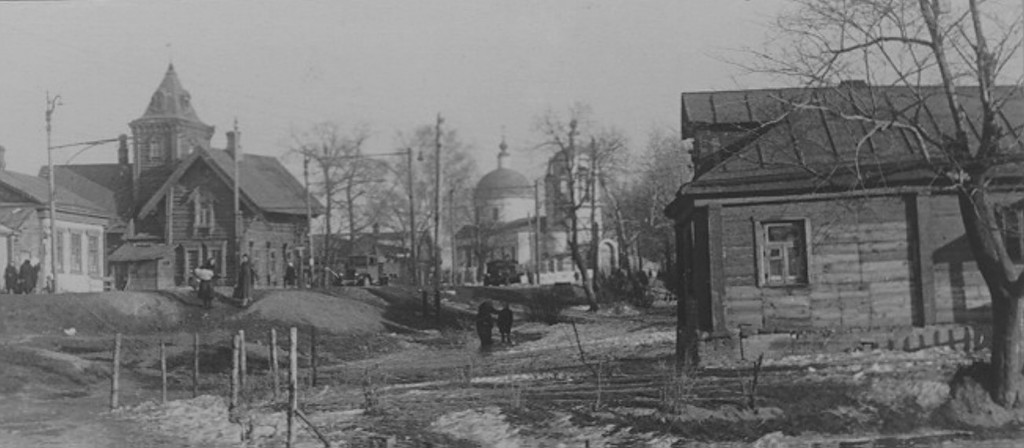
Село Воробьёво, общий вид
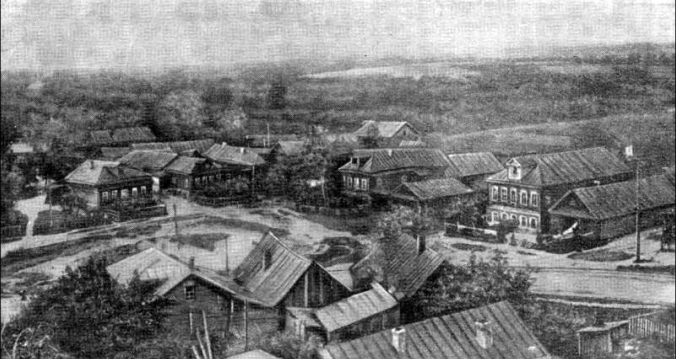
Общий вид села Воробьёва